# Buethobius arizonicus
Buethobius arizonicus är en mångfotingart som beskrevs av Chamberlin 1945. Buethobius arizonicus ingår i släktet Buethobius och familjen fåögonkrypare. Inga underarter finns listade i Catalogue of Life.